# Linea Seibu Seibu-en
La  Linea Seibu-en (西武園線?, Seibu-en-sen) è una breve linea ferroviaria urbana a scartamento ridotto gestita dalle Ferrovie Seibu situata nella città di Higashimurayama, nella periferia occidentale di Tokyo. Essendo la linea breve, solamente 2,4 km, e dotata di due stazioni, i treni effettuano servizio a spola. La mattina sono tuttavia presenti alcuni diretti fino alla stazione di Kokubunji.

## Stazioni
| Numero | Stazione         | Giapponese | Distanza | Collegamenti                               | Posizione       |
| ------ | ---------------- | ---------- | -------- | ------------------------------------------ | --------------- |
| SK05   | Higashi-Murayama | 東村山     | 0.0      | Linea Seibu Shinjuku Linea Seibu Kokubunji | Higashimurayama |
| SK06   | Seibuen          | 西武園     | 2.4      |                                            | Higashimurayama |